# Johan Henriksson (ämbetsman)
Johan (även skrivet Hans eller Johannes) Henriksson, död troligen 1592, var en kunglig kanslist i slutet av 1500-talet.
Johan Henrikssons ursprung är okänt, han finns upptagen bland kansliskrivarna vid hertig Johans hov i Åbo 1559. 1562 följde han Ezechias Gepfart till Polen i samband med förhandlingar om giftermålet med Katarina Jagellonica. Vid Johan III:s trontillträde kom han att tillhöra de främsta inom kungliga kansliet i Sverige och var som chef för kansliet en av kungens mest betrodda och högst avlönade bland de ofrälse rådgivarna. Han fick förtroendet att leda övervakningen och förhören av personer lojala med Erik XIV, ofta under användande av tortyr. Kort före Erik XIV:s död övertog Johan Henriksson fångvaktarskapet på Örbyhus, och efter den avsatte kungens död höjdes hans lön med 100 daler samtidigt som han erhöll Ulleråkers häradshövdingedöme på förläning. Johan Henriksson var själv katolik och stödde Kloster-Lasses skola i Stockholm på olika sätt. Han följde 1578 Antonius Possevino under dennes resa i Sverige och följde flera jesuiter på deras resor från Braunsberg. 1576 dödades tjänstemannen Hans Eriksson Jämte av Johan Henrikssons tjänare, ett dåd som Johan Henriksson kom att misstänkas för. Johan Henriksson levde då även sedan flera år tillsammans med Hans Eriksson Jämtes hustru. Rättegången kom att mörkläggas och 1578 Johan Henriksson påvlig dispens att ingå giftermål med Jämtes änka. Johan Henriksson råkade 1590 i onåd hos kungen, han levde ännu i oktober 1592 men antecknas i ett förläningsregister för 1592 som död. Enligt rykten skall han ha avlidit av omåttligt spritkonsumtion.